# NGC 260
NGC 260 este o galaxie spirală situată în constelația Andromeda. A fost descoperită în 22 decembrie 1848 de către George Stoney. De asemenea, a fost observată încă o dată în 27 august 1865 de către Heinrich d'Arrest.